# Super Bowl XXIII
Super Bowl XXIII był dwudziestym trzecim finałem o mistrzostwo NFL w zawodowym futbolu amerykańskim, rozegranym 22 stycznia 1989 roku, na stadionie Joe Robbie Stadium, w Miami, w stanie Floryda.
Mistrz konferencji NFC, drużyna San Francisco 49ers, pokonał mistrza konferencji AFC, drużynę Cincinnati Bengals, uzyskując wynik 20-16. San Francisco 49ers zostali mistrzami po raz trzeci.
Za faworytów spotkania uważana była drużyna z San Francisco.
Amerykański hymn państwowy przed meczem wykonał Billy Joel. W przerwie w połowie meczu wystąpili Be Bop Bamboozled, zespół taneczny z południowej części Florydy.
Tytuł MVP finałów zdobył Jerry Rice, Wide receiver zespołu 49ers.

## Ustawienia początkowe
| Cincinnati      | Pozycja | Pozycja | San Francisco  |
| --------------- | ------- | ------- | -------------- |
| Ofensywa        |         |         |                |
| Eddie Brown     | WR      | WR      | Jerry Rice     |
| Anthony Muñoz   | LT      | LT      | Steve Wallace  |
| Bruce Reimers   | LG      | LG      | Jesse Sapolu   |
| Bruce Kozerski  | C       | C       | Randy Cross    |
| Max Montoya     | RG      | RG      | Guy McIntyre   |
| Brian Blados    | RT      | RT      | Harris Barton  |
| Rodney Holman   | TE      | TE      | John Frank     |
| Tim McGee       | WR      | WR      | John Taylor    |
| Boomer Esiason  | QB      | QB      | Joe Montana    |
| James Brooks    | RB      | RB      | Roger Craig    |
| Ickey Woods     | FB      | FB      | Tom Rathman    |
| Defensywa       |         |         |                |
| Jim Skow        | LDE     | LDE     | Larry Roberts  |
| Tim Krumrie     | NT      | NT      | Michael Carter |
| Jason Buck      | RDE     | RDE     | Kevin Fagan    |
| Leon White      | LOLB    | LOLB    | Charles Haley  |
| Carl Zander     | LILB    | LILB    | Jim Fahnhorst  |
| Joe Kelly       | RILB    | RILB    | Michael Walter |
| Reggie Williams | ROLB    | ROLB    | Keena Turner   |
| Lewis Billups   | LCB     | LCB     | Tim McKyer     |
| Eric Thomas     | RCB     | RCB     | Don Griffin    |
| David Fulcher   | SS      | SS      | Jeff Fuller    |
| Solomon Wilcots | FS      | FS      | Ronnie Lott    |